# USS Astoria (CA-34)
USS Astoria (CA-34) (trước đó là CL-34) là một tàu tuần dương hạng nặng của Hải quân Hoa Kỳ thuộc lớp New Orleans, là chiếc tàu chiến thứ hai được đặt tên theo thành phố Astoria thuộc tiểu bang Oregon. Astoria đã tham gia các trận biển Coral và Midway tại Mặt trận Thái Bình Dương vào giai đoạn đầu của Chiến tranh Thế giới thứ hai trước khi bị đánh chìm trong trận chiến đảo Savo vào tháng 8 năm 1942.

## Thiết kế và chế tạo
Thoạt tiên, Astoria là chiếc dẫn đầu của lớp vì được đặt lườn trước, nhưng Astoria lại được nhận số ký hiệu lườn lớn hơn so với New Orleans vì được hạ thủy trễ hơn. Lớp tàu Astoria này được đổi tên thành lớp New Orleans sau khi Astoria bị đánh chìm trong Trận chiến đảo Savo vào năm 1942. Hơn nữa, ngay sau Chiến dịch Guadalcanal, những chiếc còn lại trong lớp trải qua một đợt đại tu lớn nhằm tinh giản cho nhẹ cấu trúc thượng tầng vốn bị làm nặng thêm do việc bổ sung các hệ thống điện tử và radar mới cùng thêm nhiều vũ khí phòng không do những tiến bộ kỹ thuật. Vì vậy những con tàu này có kiểu dáng hoàn toàn mới, đáng kể là ở khu vực cầu tàu, nên được biết đến dưới tên gọi lớp New Orleans.
Astoria được đặt lườn vào ngày 1 tháng 9 năm 1930 tại Xưởng hải quân Puget Sound, được xếp lại lớp như một tàu tuần dương hạng nặng với ký hiệu lườn CA-34 vào ngày 1 tháng 7 năm 1931. Nó được hạ thủy vào ngày 16 tháng 12 năm 1933, được đỡ đầu bởi Cô Leila C. McKay (hậu duệ của Alexander McKay, thành viên của đoàn thám hiểm John Jacob Astor đã sáng lập ra Astoria, Oregon); và được đưa ra hoạt động vào ngày 28 tháng 4 năm 1934 dưới quyền chỉ huy của Thuyền trưởng, Đại tá Hải quân Edmund S. Root.

## Lịch sử hoạt động

### Những năm giữa hai cuộc thế chiến
Trong mùa Hè năm 1934, Astoria thực hiện chuyến đi chạy thử máy kéo dài trong đó nó thực hiện cuộc hành trình khắp khu vực Thái Bình Dương. Ngoài quần đảo Hawaii, chiếc tàu tuần dương hạng nặng còn ghé thăm Samoa, Fiji, Sydney Australia, và Nouméa thuộc New Caledonia. Nó quay trở về San Francisco vào ngày 26 tháng 9 năm 1934.
Từ mùa Thu năm 1934 đến tháng 2 năm 1937, Astoria hoạt động như một đơn vị của Hải đội Tuần dương 7 thuộc Lực lượng Tuần Tiễu, đặt căn cứ tại San Pedro, California. Đến tháng 2 năm 1937, nó được chuyển sang Hải đội Tuần dương 6, cho dù nó vẫn phục vụ trong thành phần của Lực lượng Tuần tiễu từ San Pedro. Trong cả hai lượt bố trí, nó tiến hành các hoạt động cơ động thời bình thường xuyên, mà cao điểm là các cuộc tập trận vấn đề hạm đội hàng năm tập trung toàn bộ Hạm đội Hoa Kỳ trong một cuộc thao dợt lớn duy nhất.

### Nhiệm vụ đặc biệt
Vào đầu năm 1939, cuộc tập trận Vấn đề Hạm đội XX đã tập trung hạm đội tại khu vực quần đảo Tây Ấn, và vào lúc nó kết thúc, Astoria vội vã khởi hành từ đảo Culebra vào ngày 3 tháng 3 năm 1939 để hướng đến vịnh Chesapeake. Sau khi được chất đầy tiếp liệu và tiếp nhiên liệu tại Norfolk, Virginia, chiếc tàu tuần dương hạng nặng tiếp tục đi đến Annapolis, Maryland, nơi nó nhận lên tàu di hài của nguyên Đại sứ Nhật Bản tại Hoa Kỳ Hiroshi Saito để đưa trở về Nhật Bản, một hành động đáp trả nhằm tỏ lòng biết ơn của Mỹ đối với người Nhật khi đã đưa di hài của vị Đại sứ Hoa Kỳ tại Nhật Bản Edgar A. Bancroft trên một trong những chiếc tàu chiến của họ vào năm 1926. Astoria khởi hành từ Annapolis vào ngày 18 tháng 3 năm 1939, tro cốt của Saito được hộ tống bởi Naokichi Kitazawa, Bí thư thứ hai Đại sứ quán Nhật Bản tại Washington.
Đi đến Khu vực kênh đào Panama không lâu sau đó, nơi nhiều sĩ quan cao cấp và một đoàn đại biểu kiều dân Nhật tại Panama đến viếng để tỏ lòng kính trọng Saito, Astoria lên đường hướng đến Hawaii vào ngày 24 tháng 3. Nó thả neo tại Honolulu vào ngày 4 tháng 4, đúng ngày mà bà Saito cùng hai người con gái đi đến trên chiếc tàu biển chở hành khách Tatsuta Maru. Hai ngày sau, chiếc tàu tuần dương hạng nặng rời Diamond Head hướng về phía Tây vượt Thái Bình Dương.
Được hộ tống bởi các tàu khu trục Hibiki, Sagiri và Akatsuki, Astoria di chuyển chậm vào cảng Yokohama vào ngày 17 tháng 4, cờ Hoa Kỳ treo rũ trên cột buồm chính và cờ Nhật treo phía đuôi tàu. Chiếc tàu chiến bắn 21 loạt pháo chào, và được đáp lễ bởi chiếc tàu tuần dương hạng nhẹ Kiso. Thủy thủ Hoa Kỳ tiến hành nghi thức chuyển bình đựng di hài lên bờ buổi chiều hôm đó, và lễ an táng chính thức được cử hành sáng hôm sau.
Sau lễ quốc tang, Nhật Bản chứng tỏ lòng hiếu khách rộng rãi của họ đối với chiếc tàu tuần dương viếng thăm và người của nó. Về phần mình, Đại tá Turner cũng đã làm hài lòng Đại sứ Mỹ tại Nhật Bản Joseph C. Grew nhờ vai trò ngoại giao của mình trong các sự kiện diễn ra. Tùy viên Hải quân tại Tokyo, Đại tá Harold M. Bemis, sau đó ghi nhận rằng việc lựa chọn Turner trong nhiệm vụ ngoại giao tế nhị này "là một điều đặc biệt may mắn...." Để bày tỏ lòng biết ơn và sự ngưỡng mộ đối với sự đồng cảm và lịch sự của người Mỹ, vợ và các con của ngài Hirosi Saito đã trao tặng một chiếc tháp cho con tàu. Chiếc tháp này Lưu trữ ngày 21 tháng 9 năm 2010 tại Wayback Machine hiện được đặt tại phía trước sảnh Luce của Học viện Hải quân Hoa Kỳ.
Astoria lên đường đi đến Thượng Hải, Trung Quốc vào ngày 26 tháng 4, và đến nơi sáng ngày 29 tháng 4. Nó ở lại Thượng Hải cho đến ngày 1 tháng 5. Sau khi đón Đô đốc Harry E. Yarnell, Tổng tư lệnh Hạm đội Á Châu, lên tàu trong một chuyến viếng thăm xã giao, Astoria lên đường hướng đến Hong Kong trưa hôm đó. Tiếp theo sau cuộc viếng thăm Hong Kong, Astoria dừng một chặng ngắn tại Philippines trước khi tiếp tục đi đến Guam. Khi nó đi đến Guam vào sáng sớm ngày 21 tháng 5, chiếc tàu tuần dương hạng nặng nhận được lệnh đến trợ giúp những chiếc USS Penguin (AM-33) và USS Robert L. Barnes (AG-27) trong một nỗ lực thành công giúp làm nổi lại chiếc tàu vận tải chở binh lính U. S. Grant của Lục quân bị mắc cạn. Không lâu sau đó, Astoria tham gia cuộc tìm kiếm nhà văn và thám hiểm nổi tiếng Richard Halliburton và các bạn đồng hành, khi ông ta dự định vượt Thái Bình Dương từ San Francisco đến Hong Kong trên chiếc thuyền mành Trung Quốc Sea Dragon. Chiếc tàu tuần dương đã lùng sục hơn 420.000 km² (162.000 dặm vuông) trên biển Thái Bình Dương mà không thành công, trước khi nó chấm dứt cuộc tìm kiếm vào ngày 29 tháng 5.

### Bố trí đến Trân Châu Cảng
Được bố trí vào lực lượng trú đóng tại Hawaii vào tháng 10 năm 1939, Astoria chuyển cảng nhà từ San Pedro đến Trân Châu Cảng. Trong mùa Xuân tiếp theo, nó tham gia Vấn đề Hạm đội XXI, cuộc tập trận lớn hàng năm cuối cùng vốn tập trung toàn thể hạm đội Hoa Kỳ được tiến hành trước khi Mỹ tham gia Chiến tranh Thế giới thứ hai. Cuộc cơ động lớn này được tổ chức tại vùng biển Hawaii, và thay vì quay trở lại bờ Tây sau khi kết thúc, phần lớn hạm đội đã gia nhập cùng với Astoria vào lực lượng tại Hawaii, lấy Trân Châu Cảng làm căn cứ hoạt động.
Vào ngày 2 tháng 4 năm 1941, Astoria rời Trân Châu Cảng đi đến bờ Tây. Nó về đến Long Beach, California vào ngày 8 tháng 4 năm và đi vào xưởng hải quân Mare Island vào ngày 13 tháng 4. Trong đợt tái trang bị này, nó được bổ sung pháo 28 mm (1,1 inch)/75 caliber phòng không bốn nòng và một bệ trên cột ăn-ten phía trước chuẩn bị cho việc trang bị một dàn radar dò tìm không trung. Rời ụ tàu ngày 11 tháng 7 năm 1941, chiếc tàu tuần dương hạng nặng lên đường đi Long Beach vào ngày 16 tháng 7. Sau đó chuyển đến San Pedro, Astoria khởi hành đi Trân Châu Cảng vào ngày 24 tháng 7 năm 1941.
Sau khi quay về Hawaii vào ngày 31 tháng 7, Astoria hoạt động trong khu vực giữa Oahu và Midway cho đến đầu tháng 9. Mùa Thu năm đó, sự ám ảnh của các tàu cướp tàu buôn Đức lảng vảng tại Thái Bình Dương đã khiến Hải quân Mỹ phải tổ chức hộ tống các đoàn tàu vận tải đi đến Guam và Philippines. Astoria đã hộ tống Henderson (AP-1) đi đến Manila và rồi đến Guam trước khi quay trở về Trân Châu Cảng vào ngày 29 tháng 10. Astoria tiếp tục các hoạt động tuần tra và huấn luyện, xen kẻ với việc bảo trì trong cảng, trong năm tuần lễ cuối cùng trước chiến tranh.

### Mở màn Chiến tranh Thế giới thứ hai
Sau khi sự căng thẳng leo thang tại Thái Bình Dương làm tăng mối lo ngại về việc phòng thủ tại các căn cứ xa xôi của mình vào đầu tháng 12 năm 1941, Đô đốc Husband E. Kimmel, Tổng tư lệnh Hạm đội Thái Bình Dương, ra lệnh cho các lực lượng tăng cường, dưới dạng máy bay của Thủy quân Lục chiến, được chuyển đến đảo Wake và Midway. Astoria khởi hành vào ngày 5 tháng 12 trong thành phần hộ tống cho Lực lượng Đặc nhiệm 12 của Chuẩn Đô đốc John H. Newton, được xây dựng chung quanh chiếc tàu sân bay Lexington. Khi lực lượng đặc nhiệm đã ra khơi, liên đội không lực của Lexington cùng 18 máy bay SB2U-3 Vindicator của Phi đội Tuần tiễu Ném bom Thủy quân Lục chiến 231 (VMSB-231) được gửi đến Midway đã hạ cánh trên sàn đáp của chiếc tàu sân bay.
Khi Hải quân Nhật tấn công Trân Châu Cảng vào sáng ngày 7 tháng 12, Astoria đang ở cách khoảng 1.100 km (700 dặm) về phía Tây Hawaii và đang hướng đến Midway cùng Lực lượng Đặc nhiệm 12. Lúc 09 giờ 00 ngày hôm sau, tàu tuần dương hạng nặng Indianapolis, soái hạm của Phó Đô đốc Wilson Brown, Tư lệnh Lực lượng Tuần tiễu, gia nhập Lực lượng Đặc nhiệm 12, và Brown tiếp nhận quyền chỉ huy. Nhiệm vụ vận chuyển bị hủy bỏ, và Lực lượng Đặc nhiệm 12 trải qua những ngày tiếp theo truy lùng trong khu vực Tây Nam đảo Oahu với nhiệm vụ "đánh chặn và tiêu diệt mọi tàu bè đối phương chung quanh Trân Châu Cảng...."
Chiếc tàu tuần dương đi vào Trân Châu Cảng cùng với lực lượng của Lexington vào ngày 13 tháng 12, nhưng nó lại trở ra khơi vào ngày 16 tháng 12 để gặp gỡ và hộ tống một đoàn tàu vận tải bao gồm tàu chở dầu Neches (AO-6) và tàu chở thủy phi cơ Tangier (AV-8) nhằm mục đích giải vây cho đảo Wake. Tuy nhiên, khi hòn đảo này rơi vào tay quân Nhật ngày 23 tháng 12, lực lượng này được gọi quay trở về. Astoria tiếp tục ở lại ngoài biển cho đến xế trưa ngày 29 tháng 12, khi nó quay về Oahu. Đang khi thả neo tại Trân Châu Cảng, khoảng 40 thủy thủ của thiết giáp hạm California được cho chuyển sang Astoria. Họ nằm trong số người sống sót vào ngày 7 tháng 12, khi California bị đánh chìm trong cuộc tấn công.
Astoria lại rời Trân Châu Cảng vào sáng ngày 31 tháng 12 cùng với Lực lượng Đặc nhiệm 11, được hình thành chung quanh tàu sân bay Saratoga, và tiếp tục trực chiến ngoài biển trong mười ngày đầu của tháng 1 năm 1942. Vào ngày 11 tháng 1, tàu ngầm Nhật I-6 bắn ngư lôi trúng chiếc tàu sân bay, buộc nó phải quay trở về Trân Châu Cảng. Astoria cùng những chiếc cùng đi trong lực lượng đặc nhiệm đã hộ tống chiếc tàu sân bay bị hư hại vào cảng an toàn sáng ngày 13 tháng 1 năm 1942.
Sau khi được nghỉ ngơi một thời gian ngắn tại Trân Châu Cảng, Astoria quay trở ra biển vào ngày 19 tháng 1 cùng với Lực lượng Đặc nhiệm 11, lần này là với tàu sân bay Lexington, được hộ tống ởi các tàu tuần dương hạng nặng Chicago và Minneapolis cùng chín tàu khu trục, để tuần tra tại khu vực Đông Bắc tuyến dãy san hô Kingman-đảo Christmas. Vào xế trưa ngày 21 tháng 1, Lực lượng Đặc nhiệm 11 được lệnh gặp gỡ tàu chở dầu Neches để phối hợp tổ chức một cuộc không kích lên đảo Wake, rồi tiếp nối bằng một cuộc bắn phá bằng tàu nổi "nếu khả thi". Tuy nhiên, tin tức nhận được vào ngày 23 tháng 1 cho biết Neches đã là nạn nhân của một tàu ngầm Nhật, sau này được xác định là I-17. Không có được nhiên liệu quý giá của chiếc tàu chở dầu, Lực lượng Đặc nhiệm 11 không thể tiến hành cuộc tấn công theo kế hoạch. Được lệnh quay trở về Oahu, lực lượng đặc nhiệm về đến Trân Châu Cảng sáng ngày 24 tháng 1.

### Tây Nam Thái Bình Dương cùng Lực lượng Đặc nhiệm 17
Ngày 16 tháng 2, Astoria trở ra khơi trong một chuyến đi trở nên kéo dài đến khu vực Tây Nam Thái Bình Dương cùng với Lực lượng Đặc nhiệm 17, được hình thành chung quanh tàu sân bay Yorktown, bao gồm tàu tuần dương hạng nặng Louisville, các tàu khu trục Sims, Anderson, Hammann và Walke cùng tàu chở dầu Guadelupe, tất cả đặt dưới quyền chỉ huy của Chuẩn Đô đốc Frank Jack Fletcher. Thoạt tiên, Lực lượng Đặc nhiệm 17 được lệnh hoạt động tại khu vực phụ cận đảo Canton. Tuy nhiên, sau khi quân Nhật phát hiện ra Lực lượng Đặc nhiệm 11 đang trên đường đi đến tấn công căn cứ tiền phương mới quan trọng của họ tại Rabaul, và tung ra một cuộc không kích kiên quyết nhắm vào lực lượng đặc nhiệm Lexington ngoài khơi Bougainville trong ngày 20 tháng 2, Phó Đô đốc Brown đã yêu cầu tăng viện thêm một tàu sân bay thứ hai củng cố cho lực lượng của ông cho một đợt công kích vào Rabaul. Vì vậy, Lực lượng Đặc nhiệm 17 được lệnh hỗ trợ cho Brown trong nỗ lực này, và Astoria di chuyển cùng với Yorktown để gặp gỡ Lực lượng Đặc nhiệm 11, diễn ra về phía Tây Nam quần đảo New Hebrides vào ngày 6 tháng 3.
Lực lượng phối hợp, dưới quyền chỉ huy của Đô đốc Brown, tiến về hướng Rabaul cho đến khi những tin tức về cuộc đổ bộ lực lượng Nhật Bản lên Lae và Salamaua thuộc New Guinea khiến buộc phải thay đổi kế hoạch. Cuối ngày 8 tháng 3, Brown và ban tham mưu của mình quyết định chuyển mục tiêu để tấn công hai bãi đổ bộ mới của đối phương bằng cách tung máy bay của mình ra từ vịnh Papua ở phía Nam, vượt suốt chiều rộng của đảo New Guinea bên trên dãy núi Owen Stanley, đến những mục tiêu trên bờ biển phía Bắc. Trong lúc đó, Astoria tham gia một lực lượng tàu nổi mà Brown cho tách ra để hoạt động tại vùng biển ngoài khơi đảo Rossel thuộc quần đảo Louisiade. Lực lượng này, còn bao gồm các tàu tuần dương hạng nặng Chicago, Louisville và HMAS Australia cùng các tàu khu trục Anderson, Hammann, Hughes và Sims dưới quyền chỉ huy của Chuẩn Đô đốc John G. Crace, được giao phó ba nhiệm vụ: bảo vệ sườn phải cho các tàu sân bay trong khi chúng hoạt động không quân từ vịnh Papua; bảo vệ cảng Moresby khỏi mọi cuộc tấn công của đối phương; và bảo vệ cho việc đổ bộ lực lượng Lục quân tại Nouméa.
Cuộc không kích xuống Lae và Salamaua, được thực hiện bởi 104 máy bay của Yorktown và Lexington vào ngày 10 tháng 3 năm 1942, đã gây những hư hại nặng cho lực lượng đổ bộ Nhật Bản vốn đã bị tiêu hao, đánh chìm các tàu vận tải Kongō Maru, Tenyō Maru và Yokohama Maru cùng tàu quét mìn Tama Maru số 2, cũng như làm hư hại tàu tuần dương hạng nhẹ Yūbari, tàu rải mìn Tsugaru, các tàu khu trục Asanagi và Yūnagi cùng tàu chở thủy phi cơ Kiyokawa Maru. Quan trọng hơn, cuộc tấn công đã làm trì hoãn thời gian biểu của quân Nhật để chinh phục quần đảo Solomon, buộc họ phải gửi những tàu sân bay đến bảo vệ cho các chiến dịch tiếp theo. Sự trì hoãn cũng cho Hải quân Hoa Kỳ có được thời gian bố trí lực lượng, cộng với việc tham chiến của các tàu sân bay Nhật, đã dẫn đến việc đối đầu tại biển Coral.

### Trận chiến biển Coral
Astoria tái gia nhập Lực lượng Đặc nhiệm 17 vào ngày 14 tháng 3 và tuần tra tại vùng biển Coral cho đến hết tháng 3. Do ở liên tục ngoài biển kể từ ngày 16 tháng 2, dự trữ tiếp liệu của Astoria đã rất thấp, nên Chuẩn Đô đốc Fletcher cho tách nó ra để được nhận tiếp liệu từ tàu tiếp tế Bridge tại Nouméa cùng với Portland, Hughes và Walke. Đến nơi vào ngày 1 tháng 4, chiếc tàu tuần dương lại phải ra khơi ngay ngày hôm sau. Nó tiếp tục tuần tra tại vùng biển Coral trong hai tuần trước khi Lực lượng Đặc nhiệm 17 hướng đến Tongatapu, nơi nó cùng với lực lượng của Yorktown trải qua tuần lễ từ ngày 20 đến ngày 27 tháng 4.
Vào khoảng thời gian này, các báo cáo tình báo đã thuyết phục được Đô đốc Chester Nimitz rằng đối phương đang dự định chiếm cảng Moresby, trên bờ biển Đông Nam của New Guinea, và ông quyết tâm ngăn trở âm mưu này. Ông gửi Lực lượng Đặc nhiệm 11, được hình thành chung quanh tàu sân bay Lexington vừa được tân trang, và được dẫn đầu bởi một chỉ huy mới, Chuẩn Đô đốc Aubrey W. Fitch, để gia nhập Lực lượng Đặc nhiệm 17 của Fletcher. Astoria trở ra khơi cùng với Lực lượng Đặc nhiệm 17 vào ngày 27 tháng 4 để gặp gỡ Lực lượng Đặc nhiệm 11. Hai lực lượng gặp nhau tại phía Đông khu vực biển Coral sáng ngày 1 tháng 5.
Cuối buổi chiều ngày 3 tháng 5, Chuẩn Đô đốc Fletcher nhận được tin tức về việc lực lượng Nhật Bản chiếm đóng Tulagi tại quần đảo Solomon. Astoria đã hộ tống cho Yorktown vào ngày hôm sau khi chiếc tàu sân bay tung ra ba đợt không kích vào tàu bè đối phương ngoài khơi Tulagi. Đô đốc Fletcher thoạt tiên cân nhắc ý định gửi Astoria cùng Chester đến kết liễu những con tàu đối phương bị hư hại ngoài khơi Tulagi bằng hải pháo, nhưng sau đó lưỡng lự và quyết định giữ lực lượng của mình tập trung dành cho những hoạt động tiếp theo. Sau đó là hai ngày tạm lắng khi Lực lượng Đặc nhiệm 17 được tiếp nhiên liệu chuẩn bị cho trận chiến sắp xảy đến. Astoria hộ tống cho Yorktown vào ngày 7 tháng 5 khi máy bay của nó hợp cùng lực lượng của Lexington truy lùng và đánh chìm tàu sân bay Nhật Shōhō. Tuy nhiên, máy bay Nhật cũng tìm thấy và đánh chìm tàu chở dầu Neosho và tàu khu trục Sims hộ tống cho nó.
Các tàu sân bay của Fletcher lại tung máy bay ra vào sáng sớm ngày 8 tháng 5, trong khi Astoria và các tàu khác trong lực lượng hộ tống chuẩn bị sẵn sàng hỏa lực phòng không để đối phó sự trả đũa được dự đoán từ tàu sân bay Nhật Zuikaku và Shōkaku. Máy bay đối phương tìm thấy Lực lượng Đặc nhiệm 17 lúc 11 giờ 00 sáng hôm đó và nhanh chóng xông vào tấn công. Hầu như cùng lúc đó, máy bay của Yorktown và Lexington cũng bố trí cuộc tấn công vào lực lượng hạm đội đối phương. Phi công Nhật hầu như tập trung toàn bộ nỗ lực trên hai chiếc tàu sân bay Mỹ trong khi chúng đang tách xa nhau cùng với các tàu hộ tống phối thuộc, lên đến khoảng cách 6 đến 8 mi (9,7 đến 12,9 km) lúc trận chiến kết thúc. Máy bay ném bom-ngư lôi mở đầu cuộc tấn công, trong khi máy bay bay ném ngư lôi và máy bay ném bom bổ nhào phối hợp tấn công vào giai đoạn sau, và đã đánh trúng Lexington.
Hoạt động tác chiến trong ngày 8 tháng 5, theo lời kể của Thuyền phó Astoria, Trung tá Hải quân Chauncey R. Crutcher, là "ngắn ngủi, kèm theo hỏa lực phòng không dày đặc để chống lại một đối phương rất kiên quyết...." Astoria trợ giúp vào việc dựng nên một hàng rào phòng thủ chung quanh Lexington vào lúc bắt đầu trận đánh, và sau khi lực lượng được chia tách, nó chuyển sang hoạt động phòng không cho Yorktown. Xạ thủ của nó báo cáo đã bắn rơi ít nhất bốn máy bay đối phương trong cuộc tấn công vốn "kết thúc một cách bất ngờ giống như lúc bắt đầu."
Vào khoảng 12 giờ 45 phút, mặc dù hư hại nặng nhưng tình trạng xem ra vẫn còn nổi được, Lexington chịu đựng những vụ nổ bên trong dữ dội làm rung chuyển cả con tàu. Các đám cháy lan tràn không thể kiểm soát, và động cơ của nó ngừng hoạt động lúc 16 giờ 30 phút. Chín mươi phút sau, Đại tá Hải quân Frederick C. Sherman thuyền trưởng ra lệnh bỏ tàu. Sau khi hoàn tất các hoạt động cứu vớt, và số phận của Lexington được kết thúc bởi ngư lôi của tàu khu trục Phelps, Lực lượng Đặc nhiệm 17 bắt đầu chậm chạp rút lui khỏi biển Coral, phải chịu thiệt hại nặng nhưng cũng gây một thất bại chiến lược cho phía Nhật Bản khi đã chặn đứng cuộc chiếm đóng cảng Moresby.
Astoria lên đường đi Nouméa cùng với Minneapolis, New Orleans, Anderson, Hammann, Morris và Russell. Lực lượng này đến nơi vào ngày 12 tháng 5, nhưng lại phải khởi hành ngay sáng hôm sau, hướng về Trân Châu Cảng ngang qua Tongatapu, và đến Oahu ngày 27 tháng 5.

### Trận Midway
Astoria chỉ ở lại Trân Châu Cảng cho đến ngày 30 tháng 5, khi nó trở ra khơi cùng với Yorktown vừa được sửa chữa hối hả nhằm chuẩn bị một đòn tấn công lớn khác của hạm đội Nhật Bản, lần này nhắm vào Midway. Các chuyến bay trinh sát thực hiện từ hòn đảo đã phát hiện ra lực lượng đổ bộ chính của đối phương, bao gồm tàu vận tải, tàu quét mìn và hai tàu chở thủy phi cơ, vào sáng sớm ngày 3 tháng 6, nhưng lực lượng tàu sân bay đối phương đã tránh không bị phát hiện cho đến sáng ngày 4 tháng 6. Chiếc tàu tuần dương hạng nặng đã bảo vệ cho Yorktown khi chiếc tàu sân bay bắt đầu các đợt không kích lúc 08 giờ 40 phút. Trong khi máy bay cất cánh góp phần vào việc tiêu diệt lực lượng tàu sân bay Nhật Bản, Astoria và các tàu cùng đi chuẩn bị đối phó với đòn đáp trả không thể tránh khỏi của quân Nhật.
Đòn phản công chỉ đến vào lúc gần giữa trưa, khi các phi công chiến thắng của Yorktown bắt đầu quay trở về tàu. 18 máy bay ném bom bổ nhào Aichi D3A1 "Val" đã bay đến tấn công chiếc tàu sân bay. Máy bay tiêm kích F4F-4 Wildcat thuộc Phi đội Tiêm kích VF-3 đã bắn rơi 10 trong số những kẻ tấn công, nhưng tám chiếc còn lại đã tìm cách vượt qua được hàng rào tuần tra chiến đấu trên không. Astoria hợp sức với Portland và các tàu khu trục hộ tống bắn rơi thêm được hai chiếc, nhưng sáu chiếc đã tấn công nhắm vào Yorktown, và ba chiếc đã trúng đích. Một trong các quả bom đánh trúng ống khói con tàu, gây ra các đám cháy ngay cạnh phòng chỉ huy hạm đội của Chuẩn Đô đốc Fletcher và ban tham mưu của mình. Đến khoảng 13 giờ 10 phút, ông buộc phải chuyển cờ hiệu của mình sang Astoria.
Các đội kiểm soát hư hỏng của Yorktown đã làm việc cật lực, và đến 13 giờ 40 phút nó lại có thể di chuyển được bằng chính động lực của mình, cho dù chỉ với vận tốc 18 đến 20 kn (33 đến 37 km/h). Vào lúc khoảng 14 giờ 30 phút, một đợt tấn công thứ hai, bao gồm 10 chiếc máy bay ném bom-ngư lôi Nakajima B5N2 "Kate" được hộ tống bởi sáu máy bay tiêm kích Zero, xông đến và băng qua hàng rào tuần tra chiến đấu trên không yếu kém. Astoria và các tàu hộ tống khác tìm cách ngăn chặn cuộc tấn công từ bốn phía khác nhau khi hướng mọi nòng súng nhắm vào chúng và tạo nên những cột nước trên đường bay của kẻ tấn công. Dù sao, bốn chiếc "Kate" thực hiện được cú tấn công và phóng các quả ngư lôi ở khoảng cách chỉ có 500 yd (460 m). Yorktown né tránh được hai, nhưng hai quả khác lại đánh trúng con tàu. Đến 15 giờ 00, lệnh bỏ tàu được phát ra. Astoria thả các xuồng cứu sinh để trợ giúp vào việc cứu những người còn lại của Yorktown. Đêm hôm đó, chiếc tàu tuần dương rút lui về phía Đông cùng với phần còn lại của hạm đội để chờ trời sáng, để lại một chiếc tàu khu trục duy nhất, Hughes, bên cạnh chiếc tàu sân bay hư hỏng.
Ngày hôm sau, Yorktown vẫn còn nổi, nên bắt đầu có những nỗ lực để cứu con tàu. Mặc dù lực lượng Nhật Bản đã từ bỏ cuộc tấn công Midway và rút lui về hướng chính quốc, tàu ngầm I-168 vẫn được lệnh đánh chìm Yorktown. Sau 24 giờ tìm kiếm, tàu ngầm đối phương tìm thấy con mồi vào ngày 6 tháng 6 và đã tấn công bằng một loạt bốn quả ngư lôi. Một quả trượt hoàn toàn, hai quả sượt qua bên dưới tàu khu trục Hammann đang neo đậu cạnh chiếc tàu sân bay và phát nổ bên lườn của Yorktown, trong khi quả thứ tư đánh trúng Hammann ngay giữa tàu, khiến nó chìm chỉ trong vòng bốn phút. Chiếc tàu sân bay vẫn tiếp tục nổi cho đến sáng sớm ngày 7 tháng 6. Lúc gần bình minh, nó lật úp và chìm.
Astoria tiếp tục là soái hạm của Lực lượng Đặc nhiệm 17 khi hoạt động tại phía Bắc Midway cho đến ngày 8 tháng 6 khi Lực lượng Đặc nhiệm 11 đến nơi, và Chuẩn Đô đốc Fletcher chuyển cờ hiệu của mình sang chiếc tàu sân bay Saratoga. Ngày 11 tháng 6, hài lòng với việc đòn tấn công chủ lực của Nhật Bản đã bị đẩy lùi, Đô đốc Nimitz ra lệnh cho các lực lượng đặc nhiệm tàu sân bay của mình quay trở về Hawaii, và Astoria cùng với chúng về đến Trân Châu Cảng ngày 13 tháng 6. Trong đầu mùa Hè năm 1942, nó hoàn tất các sửa chữa và thay đổi tại xưởng Hải quân Trân Châu Cảng và tiến hành huấn luyện tại vùng biển Hawaii.

### Trận chiến đảo Savo
Vào đầu tháng 8, Astoria được phân về Đội Đặc nhiệm 62.3 thuộc nhóm Hỗ trợ Hỏa lực L để bảo vệ cho các cuộc đổ bộ lên Guadalcanal và Tulagi. Sáng sớm ngày 7 tháng 8, chiếc tàu tuần dương hạng nặng đi vào vùng biển giữa Guadalcanal và đảo Florida về phía Nam quần đảo Solomon. Suốt ngày hôm đó, nó hỗ trợ cho lực lượng Thủy quân Lục chiến khi họ đổ bộ lên Guadalcanal và nhiều đảo nhỏ khác lân cận. Quân Nhật tung ra một cuộc không kích phản công trong các ngày 7-8 tháng 8, và Astoria đã giúp vào việc phòng thủ các tàu vận tải chống trả các cuộc tấn công.
Trong đêm 8-9 tháng 8, một lực lượng hải quân Nhật Bản bao gồm bảy tàu tuần dương và một tàu khu trục dưới quyền chỉ huy của Chuẩn Đô đốc Gunichi Mikawa đã lẻn đến đảo Savo và tấn công các tàu chiến Mỹ. Vào lúc đó, Astoria đang tuần tra về phía Đông đảo Savo trong đội hình hàng dọc phía sau Vincennes và Quincy. Lực lượng Nhật Bản vượt qua eo biển về phía Tây đảo Savo và trước tiên nổ súng vào lực lượng Chicago - HMAS Canberra vào khoảng 01 giờ 40 phút sáng ngày 9 tháng 8, bắn trúng cả hai chiếc tàu tuần dương bằng ngư lôi và đạn pháo. Sau đó, một cách tình cờ, họ tách ra thành hai nhóm và chuyển hướng chung lên phía Đông Bắc, vượt ngang cả hai bên Astoria và hai tàu cùng đi. Tàu tuần dương đối phương nổ súng vào lực lượng vào lúc khoảng 01 giờ 50 phút, và chiếc tàu tuần dương hạng nặng lập tức bắn trả. Nó ngừng bắn một lúc ngắn vì vị chỉ huy của nó tạm thời tưởng nhầm lực lượng Nhật Bản là tàu bạn, rồi lại tiếp tục bắn trả. Astoria không bị trúng phát nào trong bốn loạt đạn đầu tiên của Nhật, nhưng loạt thứ năm bắn trúng cấu trúc thượng tầng ở giữa tàu. Tiếp nối nhanh chóng, đạn pháo đối phương đã loại khỏi vòng chiến đấu tháp pháo số 1 và làm bùng phát một đám cháy nghiêm trọng trong hầm chứa máy bay khiến nó cháy sáng rực, trở thành một mục tiêu được chiếu sáng rõ ràng cho đối phương.
Từ thời điểm đó, những loạt đạn pháo Nhật Bản chính xác chết người dập nó không thương xót, và Astoria bắt đầu mất tốc độ. Bẻ lái sang phải để tránh đám cháy trên chiếc Quincy vào khoảng 02 giờ 01 phút, Astoria loạng choạng khi các quả đạn pháo đối phương bắn trúng phía sau cột ăn-ten và đuôi tàu. Không lâu sau đó, Quincy quay ngang mũi Astoria, cháy rực từ mũi đến đuôi tàu. Astoria bẻ hết lái sang mạn trái để tránh va chạm trong khi con tàu chị em đã tơi tả đi ngang sang mạn phải. Khi con tàu bẻ lái, đèn pha của tàu tuần dương Nhật Kinugasa đã chiếu sáng vào nó, và thủy thủ trên tàu truyền lệnh đến tháp pháo số 2 để bắn vào đèn pha đối phương. Khi tháp pháo trả lời bằng loạt đạn thứ 12 cũng là loạt cuối cùng, các quả đạn pháo trượt khỏi Kinugasa, nhưng trúng tháp pháo số 1 của tàu tuần dương Chōkai.
Astoria mất lái từ cầu tàu vào lúc khoảng 02 giờ 25 phút, phải chuyển sự điều khiển sang trạm trung tâm, và bắt đầu chạy zig-zag về hướng Nam. Trước khi nó đi được xa, chiếc tàu tuần dương hạng nặng bị mất điện toàn bộ. May mắn thay, phía Nhật Bản chọn đúng thời khắc đó để rút lui. Đến 03 giờ 00, gần 400 người, bao gồm khoảng 70 người bị thương, tập trung trên sàn tàu phía trước.
Bị bắn trúng ít nhất 65 phát đạn pháo, Astoria phải chiến đấu cho sự sống còn của chính mình. Một toán cứu hỏa chiến đấu chống lửa trên sàn pháo và lối đi bên mạn phải phía trước, trong khi những người bị thương được chuyển đến khoang của thuyền trưởng, nơi họ được bác sĩ và đội y tế chăm sóc. Tuy nhiên cuối cùng các sàn tàu bên dưới trở nên quá nóng, buộc phải chuyển những người bị thương ra sàn phía trước. Toán cứu hỏa dần mở đường lên phía trước, cô lập đám cháy ra phía sau bên mạn phải của sàn pháo, trong khi một máy bơm chạy xăng phun nước lên lối đi bên dưới.
Tàu khu trục USS Bagley tiến đến cạnh mũi chiếc Astoria bên mạn phải, và vào khoảng 04 giờ 45 đã đưa những người bị thương khỏi sàn tàu phía trước chiếc tàu tuần dương. Vào lúc đó, một ánh đèn chớp từ phía đuôi chiếc Astoria cho biết có người còn sống sót ở phần đó của con tàu. Ra hiệu cho biết là họ đã được nhìn thấy, Bagley tách ra và cứu vớt những người trên bè cứu sinh từ chiếc Vincennes cùng những người đã nhảy xuống nước để tránh đám cháy trên chiếc Astoria.
Khi trời sáng, Bagley quay trở lại và tiếp cận đuôi chiếc tàu tuần dương hạng nặng bên mạn phải. Vì dường như có thể cứu được con tàu, một toán cứu hộ bao gồm 325 người có khả năng đã quay trở lại Astoria. Đội cứu hỏa tiếp tục công việc dập lửa trong khi sĩ quan chỉ huy kiểm tra các khoang bên dưới. Một nhóm khác thu thập các xác chết để mai táng trên biển. Chiếc USS Hopkins tiến đến gần vào khoảng 07 giờ 00 để hỗ trợ các hoạt động cứu hộ. Sau khi nối được một sợi dây cáp, Hopkins bắt đầu tìm cách kéo chiếc Astoria vào vùng nước nông ngoài khơi Guadalcanal. Một máy bơm chạy xăng khác được chuyển đến từ Hopkins, tham gia vào việc chiến đấu chống lửa. Tàu khu trục USS Wilson có mặt không lâu sau đó, chạy song song với chiếc tàu tuần dương lúc khoảng 09 giờ 00 để phun nước lên đám cháy phía trước. Được giao nhiệm vụ mới vào lúc 10 giờ 00, Hopkins và Wilson phải rời đi, nhưng tin tức nhận được cho biết tàu khu trục USS Buchanan đang trên đường đến nơi để trợ giúp chữa cháy, và chiếc USS Alchiba (AK-23) được cử đến để kéo con tàu.
Tuy nhiên, cường độ đám cháy dưới các sàn tàu gia tăng đều đặn, bên trên có thể nghe các tiếng nổ. Độ nghiêng tăng dần, ban đầu là 10° và sau đó là 15°. Mọi nỗ lực bịt các lỗ hổng, lúc này bên dưới mực nước do độ nghiêng tăng dần, tỏ ra không hiệu quả, và con tàu ngày càng nghiêng. Buchanan đến nơi lúc 11 giờ 30 phút, nhưng không thể tiếp cận do độ nghiêng nặng. Nó ở cạnh mạn phải phía đuôi tàu trong khi toàn bộ nhân sự tập trung lên phía đuôi, và khi lối đi mạn trái ngập nước, thuyền trưởng William Greenman ra lệnh bỏ tàu.
Astoria nghiêng qua mạn trái, lật úp từ từ, và chìm phần đuôi xuống biển, biến mất hoàn toàn vào lúc 12 giờ 16 phút. Buchanan cho hạ xuống hai xuồng gắn động cơ, và mặc dù bị ngắt quãng bởi cuộc truy tìm tàu ngầm một cách vô vọng, đã quay trở lại và trợ giúp những người dưới nước. Đến được hiện trường ngay trước khi Astoria bị chìm, Alchiba đã vớt được 32 người. Không có người nào trong toán cứu hộ bị thiệt mạng.

## Phần thưởng
Astoria được tặng thưởng ba Ngôi sao Chiến đấu do thành tích phục vụ trong Thế Chiến II.
| Bronze star |                                         |
|             | Bronze star · Bronze star · Bronze star |

| Dãi băng Hoạt động Tác chiến  | Dãi băng Hoạt động Tác chiến                                            | Huân chương Phục vụ Phòng vệ Hoa Kỳ với 1 Ngôi sao Chiến trận           | Huân chương Phục vụ Phòng vệ Hoa Kỳ với 1 Ngôi sao Chiến trận |
| Huân chương Chiến dịch Hoa Kỳ | Huân chương Chiến dịch Châu Á-Thái Bình Dương với 3 Ngôi sao Chiến trận | Huân chương Chiến dịch Châu Á-Thái Bình Dương với 3 Ngôi sao Chiến trận | Huân chương Chiến thắng Thế Chiến II                          |